# عبدالله قطب بن محیی
قطب‌الدین عبدالله بن محیی بن محمود (۸۳۸-۹۰۱ هجری قمری) معروف به عبدالله قطب بن محیی یکی از عارفان برجسته قرن نهم هجری قمری است که در حوزه عرفان اسلامی و تصوف تأثیرگذار بوده است. او به‌ویژه به‌خاطر مجموعه کتابش به نام مکاتیب قطب شناخته می‌شود که شامل نامه‌هایی با مضامین عرفانی و اخلاقی است.
مهم‌ترین ویژگی عملی زندگی او، طرح تشکیل شهری از مریدانش، به نام اخوان‌آباد بود. این تجمّع عبادی که در حوالی جهرم شکل گرفت، به دلیل ویژگی‌های سیاسی و مذهبی منطقه در آن دوره، حساسیت بالایی را در زمان خود برانگیخت و با مخالفت‌های فراوانی روبرو شد.
بخشی از بقایای مدرسه و آرامگاه منسوب به او در شهر جهرم روبروی امامزاده حسین واقع می‌باشد.

## تشکیل اخوان‌آباد
قطب‌الدین شهری را به منظور تشکیل یک اجتماع شهری مستقل و متشکل از مریدان خود تأسیس نمود و آن را «اخوان‌آباد» یا «دارالعباده» نام‌گزاری کرد. این شهر در ابتدا به عنوان یک مرکز علمی برای پرورش اندیشمندان بوده است. وی در نامه‌ای به مریدان خود دربارهٔ قطب‌آباد می‌گوید:
«چنین معلوم شد که عمارت «اخوان‌آباد» تمام یا قریب به اتمام است، چون «دارالعباده» خدای عزوجل راست آورد و تمام شد، اکنون وقت عبادت است، وظیفه اخوان آنکه احوال و اوقات خود را مضبوط سازند و ساعات شبانه‌روز را توزیعی کنند و… باقی اوقات جهت اداء وظایف طاعات از صلوات و تلاوت و تسبیح و تفکّرو غیر ذلک.»